# Ramón Sala i Saçala
Ramón Sala  Saçala (¿Vic?, 1665 - 13 de abril de 1697) fue veguer y alcalde de Vic.
También conocido como Ramon de Sala i Saçala, fue descendiente y continuador de un linaje de barones que ejercieron cargos de gran importancia ciudadana. Su bisabuelo Francisco fue conseller en cap en 1628 y capitán de los somatenes de Vic. Su abuelo, también llamado Francisco, además de conseller en cap en 1676, fue veguer y alcalde de Vic. 
Con tan solo 26 años, Ramón Sala fue nombrado veguer y alcalde de Vic por el virrey de Cataluña, el duque de Medina Sidonia Juan Claros Alonso Pérez de Guzmán el Bueno, en sustitución de Francisco de Camats. Sus dotes de comandante se demostraron especialmente en las guerras contra los franceses que se desataron desde 1635, de las cuales consiguió salir victorioso. Entre los enfrentamientos en los que participó destaca la batalla de San Esteban de Bas, librada el 10 de marzo de 1695. En este enfrentamiento, durante la Guerra de los Nueve Años (1688-1697), Ramón Sala junto a José Mas de Roda, al frente de 16 compañías de migueletes y el somatén de Osona, derrotó a una fuerza militar francesa compuesta por 1300 soldados, 826 de los cuales fueron hechos prisioneros y 260 murieron.
Después del fallecimiento de Ramón Sala en 1697, su hermano Félix le sustituyó en el cargo de veguer.